# Friedrich Gustav Jakob Henle
Friedrich Gustav Jakob Henle (9 de juliol de 1809 - 13 de maig de 1885), va ser un metge, patòleg i anatomista alemany d'origen jueu. Va descobrir el bucle de Henle als ronyons junt amb altres estructures anatòmiques que porten el seu cognom. El seu assaig sobre el contagi per miasma va ser un dels primers arguments per la teoria dels gèrmens en les malalties. Va ser una figura important en el desenvolupament de la medicina moderna.
Henle desenvolupà els conceptes de contagium vivum i contagium animatum, respectivament (Von den Miasmen und Kontagien, 1840) - seguint idees de Girolamo Fracastoro i el treball d'Agostino Bassi; així cofundant la teoria dels microorganismes com la causa de les malalties infeccioses. No va trobar per ell mateix espècies especials de bacteris - tasca aconseguida pel seu alumne Robert Koch. Els dos van posar les regles fonamentals de la definició de malalties causades per microbis: els Postulats Henle Koch.

## Biografia
Henle nasqué a Fürth, Baviera de pares jueus. Estudià medicina a la Universitat de Heidelberg i a la de Bonn, on es doctorà el 1832, va passar a ser professor d'anatomia. Va publicar sobre el sistema limfàtic, la distribució de l'epiteli, el cabell, la formació del mucus, la pus, etc.

## Obres
- Sistema d'anatomia general (1841-1844).
- Zoologia sobre el tauró i rajades.
- Manual de Patologia Racional (1846).[3]
- Manual d'Amatomia Humana Sistemàtica (1852-1873).[3]

El 1870, va ser elegit membre de la Reial Acadèmia Sueca de Ciències.
Morí a Göttingen, el 13 de maig de 1885.